# كابروني كا.308 بوريا
كابروني كا.308 بوريا (بالإنجليزية: Caproni Ca.308 Borea)‏ هي طائرةٌ إيطاليَّة، صنعتها شركة كابروني للطائرات، وكان أول تحليقٍ لها في 1935.